# Sfântu Gheorghe
Sfântu Gheorghe (maďarsky Sepsiszentgyörgy, německy Sankt Georgen) je město v Rumunsku, hlavní město župy Covasna. Ve městě žije přibližně 50 tisíc obyvatel.

## Historie
Sfântu Gheorghe je jedno z nejstarších měst v Sedmihradsku, jako osada je poprvé doloženo v roce 1332. Název města je odvozen ze jména patrona města, svatého Jiří. Město bylo administrativním a ekonomickým centrem uherské župy Háromszék, která se nyní nachází na území rumunských žup Covasna a Brașov. V druhé polovině 19. století se ve městě rozvinul textilní a tabákový průmysl, vznikly továrny.

## Partnerská města
- Kráľovský Chlmec, Slovensko[2]